# ArduPilot
Ardupilot — система керування безпілотними апаратами з відкритим кодом. Спершу розроблялась ентузіастами як хобійна система, згодом її розпочали використовувати і в промислових масштабах. Перший реліз відбувся в 2009 році.

## Структура
Загалом екосистема Ardupilot включає системи керування такими апаратами:
- БПЛА літакового та VTOL типу.
- БПЛА мультикоптерого типу.
- БПЛА вертольотного типу.
- Безпілотні підводні апарати (ROUV)
- Безпілотним транспортними засобами на колісному та гусеничному ходу.
- Трекер зв'язку

## Програмне забезпечення
Набір програмного забезпечення ArduPilot складається з навігаційного програмного забезпечення (зазвичай називається «прошивка»), що працює на безпілотному засобі, а також програмного забезпечення для керування наземною станцією, включаючи Mission Planner, APM Planner, QGroundControl, MavProxy, Tower та інші.

## Апаратне забезпечення
Програмне забезпечення для різних типів безпілотних апаратів працює на широкому спектрі вбудованого обладнання (включно з повномасштабними комп'ютерами з Linux), яке зазвичай складається з одного чи кількох мікроконтролерів або мікропроцесорів, підключених до периферійних датчиків, які використовуються для навігації. Ці датчики включають як зокрема MEMS-гіроскопи та акселерометри, необхідні для багатороторного польоту та стабілізації БПЛА. Датчики зазвичай включають ще один або кілька компасів, висотомірів (барометричних) і GPS-навігаторів, а також додаткові датчики, такі як оптичні датчики потоку, індикатори повітряної швидкості, лазерні або сонарні висотоміри або далекоміри, монокулярні, стереоскопічні або RGB-D камери. Датчики можуть бути на одній електронній платі або зовнішні.
Програмне забезпечення наземної станції доступне для Windows, Linux, macOS, iOS і Android.

## Функції ПЗ

### Загальні
- Повністю автономний, напівавтономний і повністю ручний режими польоту, програмовані місії з 3D-точками маршруту, додаткове геозонування.
- Параметри стабілізації, що позбавляють потреби стороннього другого пілота.
- Симуляція за допомогою різноманітних симуляторів, включаючи ArduPilot SITL.
- Підтримується велика кількість навігаційних сенсорів, включаючи кілька моделей RTK GPS, традиційних L1 GPS, барометрів, магнітометрів, лазерних і сонарних далекомірів, оптичних потоків, транспондерів ADS-B, інфрачервоних датчиків, датчиків повітряної швидкості та пристроїв комп’ютерного бачення/захоплення руху.
- Зв'язок датчиків через SPI, I²C, шину CAN, послідовний зв'язок, SMBus.
- Відмовостійкість при втраті радіозв'язку, GPS і порушення попередньо встановленої межі, мінімальний рівень заряду батареї.
- Підтримка навігації в зонах із забороною GPS із позиціонуванням на основі бачення, оптичного потоку, SLAM, ультрашироким діапазоном позиціонування.
- Підтримка приводів, таких як парашути та магнітні захвати.
- Підтримка безщіткових і щіткових двигунів.
- Підтримка та інтеграція фото- та відеопідвісу.
- Інтеграція та зв'язок з потужними вторинними, або "супутніми", комп'ютерами
- Багата документація через ArduPilot wiki.
- Підтримка та обговорення через форум ArduPilot, канали чату Gitter, GitHub, Facebook.

### Для коптерів
- Режими польоту: Stabilize, Alt Hold, Loiter, RTL (Return-to-Launch), Auto, Acro, AutoTune, Brake, Circle, Drift, Guided (і Guided_NoGPS), Land, PosHold, Sport, Throw, Follow Me, Simple , Super Simple, Avoid_ADSB.[9]
- Автоналаштування
- Підтримується широкий вибір типів рам, включаючи трикоптери, квадрокоптери, гексакоптери, плоскі та со-осні октокоптери, а також спеціальні конфігурації двигунів
- Підтримка традиційних електричних і ДВЗ-вертольотів, монокоптерів, тандемних вертольотів.

### Для літаків
- Режими Fly By Wire («проксі», віддалене місце керування пілота), баражування, авто, акробатичні режими.
- Варіанти зльоту: ручний старт, банджі, катапульта, вертикальний зліт (для літаків VTOL).
- Варіанти посадки: регульована глісада, гвинтова, зворотна тяга, сітка, вертикальна посадка (для літаків VTOL).
- Автоналаштування, моделювання за допомогою симуляторів JSBSIM, X-Plane і RealFlight.
- Підтримка великої різноманітності архітектур VTOL: квадропланів, поворотних крил, поворотних гвинтів, хвостових ситтерів, орнітоптерів.
- Оптимізація 3 або 4 канальних літаків.

### Для наземних
- Режими роботи «Ручний», «Навчання/Запам'ятовування», «Авто», «Кермування», «Утримання смуги» та «З провідником».
- Підтримка колісної та гусеничної архітектур.

### Для підводних
- Утримання фіксованої глибини за допомогою сенсорів тиску.